# 電磁両立性
電磁両立性（でんじりょうりつせい、英: electromagnetic compatibility、EMC）とは、電気・電子機器について、それらから発する電磁妨害波（ノイズ）がほかのどのような機器、システムに対しても影響を与えず、またほかの機器、システムからの電磁妨害（ノイズ）を受けても自身も満足に動作する耐性である。電磁共存性、電磁的両立性、電磁環境両立性または電磁（環境）適合性とも呼ばれる。

## 概要
EMC （Electromagnetic Compatibility：電磁両立性）とは、電磁妨害波を発生させず、かつ、電磁的な干渉を受けないように、あるいは受けても正常に動作する(両立する)電子機器の能力を指し、そのように設計・製造されるようIEC国際電気標準会議、JIS日本産業規格などで規格化されているものである。IECを含め各国の電気規格では製品にEMC試験を課しているが、製品寿命にわたって機能安全リスクに対する適切なイミュニティが達成されたことが確認されるものではない。
EMCトラブルは、ある機器が他の機器に電磁的に影響したり、影響を受けるというケースだけでなく、単体の機器の中でも発生する。これは1つの機器内に電磁波の発生源であるモーターやスイッチング回路と、電磁波を受けて誤動作しやすいワンチップコンピューター、フォトカプラ、制御信号線などが近接して配置されているケースがあるからである。
EMCはEMI（Electro Magnetic Interference）エミッションとEMS（Electro Magnetic Susceptibility）イミュニティ（またはサセプティビティ）の2つから成り立っている。
妨害またはノイズの軽減すなわち「電磁適合性（EMC）」の達成は、エミッションとイミュニティ問題両方に対処することによって、すなわち発生源の軽減と影響を受ける機器の強化によって可能となる。あわせて、ノイズ発生源と影響を受ける機器との間の結合路においてより効率的にノイズを減衰する対策にも注意が払われるべきである。また、EMIとESDのエネルギーは相互に可逆性があり、その対策はほぼ共通している。

## EMI
EMI（Electromagnetic Interference）エミッションとは妨害電磁エネルギー（ノイズ）を放出すること。
直流は絶縁体により容易に絶縁することができ線路からノイズがリークすることは考慮しなくともよい。一方、交流は電界と磁界が交互に発生する電磁波が発生する。高い周波数では絶縁体で絶縁しても線路外へ誘導（リーク）する。特にスイッチング電源回路やインバーター、PWM、IGBT、サイリスタ、トライアックなどパワー半導体で大電流を高速にスイッチング制御した場合、高い周波数で強力なスイッチングノイズ（EMI）が発生するために、対策が必要である。また高調波は商用電源の周波数に同期しEMIにもなりえる。これらは電子機器の誤動作、短命化の他、停電など規模の大きな障害の要因ともされている。EMIが発生している線路では、行き線路（活線）と戻り線路（ニュートラル）の電流の大きさに差異が出るため、絶縁不良による漏電が発生していなくとも漏電遮断器が誤動作することがある。EMIは非線形で制御される単相負荷のACプラグがコンセントに逆向きに差し込まれた場合（LとNが逆の場合）、三相電源のR-Tに単相負荷を接続した場合に特に大きくなる。これは回路・線路に残留電荷がある状態でスイッチングされることによる。コイル成分・コンデンサ成分・高調波など回路・線路で発生した余剰な電荷は、負荷電流と共に戻り線路（ニュートラル）により大地へ戻ることができるため、基本的に戻り線路（ニュートラル）には電源スイッチ、スイッチング素子、ヒューズなどの開閉器を設けず接地された状態を維持する必要がある（Lと同時に開閉する場合を除く）。

## EMS
EMS（Electromagnetic Susceptibility）イミュニティとは、電磁エネルギー（ノイズ）の影響を受けても誤動作しない能力である。
信号線には直流4-20mAの電流が使用されるケースが多い。これは長距離伝送してもノイズに強いとされているからである。ただしインバーターモーターなどの電力線が近接・平行して配線されていると、電力線から放出されたノイズが信号線へ誘導し、信号が乱れることがある。

## トラブルの機序
電源投入時の突入電流、電源切断時の逆起電力（インダクティブキックバック）、パワー半導体のスイッチング動作、モーターの整流などで、開閉ノイズ・スイッチングノイズが発生する。さらに非線形負荷では高調波も発生する。特殊な例であるが、落雷も大きなノイズの発生源である。これらのノイズには高い周波数成分が含まれ、電磁波として放出（エミッション）される。このエミッションがEMIであるが、便宜的にリーク、あるいはリーケージと呼ばれることもある。
電磁波は近接する導体（基板上のパターン、配線、フレーム、筐体など）に静電誘導、電磁誘導し結合する。配線間の結合は特にクロストークと呼ばれる。4-20mAの制御線が誘導を受けると、信号が不安定になることがある。LAN、USBケーブルが誘導され帯電すると通信速度が遅くなる（放電によりフリーズしたり、素子が破壊される）。またLEDの線路が誘導されると、通電しても光らなかったり、断路していても光ったりする。LEDはフォトカプラ（パワー半導体と共に使用される素子）に使用されており、深刻な誤動作（装置の一部また全部が意図せずにONしたり、OFFしたり、再起動したり、パワーが半減したりする）の原因となる。
誘導により電荷を帯びた導体が、適切に低インピーダンスで機能接地・ボンディングされている場合、電荷はアース電流（リーク電流）として大地へ戻ることができる。この場合リーク電流は増えるが機器には干渉しない。接地されていない筐体は新たなEMIの発生源になりうる。大電力機器で発生したアース電流が大地へ戻る前に、制御機器の機能接地側に回り込みトラブルになることもある。他方、ニュートラル（中性線）は接地された正式なリターンパスであり、誘導や高調波成分により電荷が超過しても、それらを大地へ逃がすことができる。これは基準電位を得られることと共に、ニュートラル線路に開閉器（スイッチ）を設けてはいけない大きな理由である（活線側を同時に開閉する場合を除く）。
導体が機能接地されていない場合、あるいはニュートラル側が断路された場合、電荷はそれら孤立導体に残留するが、その電荷は最も低いインピーダンス経路を探し出し、大地へ向かおうとする。その意図しないリターンパス（例えばモーターシャフトや、金属パーツ、フレームの一部など）となった部位ではジュール熱により発熱・変形することがある。
さらにその意図しないリターンパス上に寄生容量（例えば、基板上のパターン間、線路間、ベアリングとベアリングケージ、酸化した接点間、基板とシャーシ間、電源ケーブルと大地間など）が存在あるいは近接していると、高い周波数を持つリーク電流（コモンモード電流）により充放電する。
自然放電を上回るペースで充電（帯電）し、その静電容量を超えた時、放電すなわちESDが発生しやすくなる。一度、放電があった個所では、酸化が進み絶縁体（誘電体）が形成されるため、時間を経て放電が繰り返されるとさらに寄生容量は大きくなる。またESDは新たなEMIの発生要因にもなる。ESDは前述のスイッチイングノイズで発生したEMIよりも深刻な過渡（トランジェントTransient）電圧(dV/dt)、電流（dI/dt）をもたらす。これらはスパイク電圧、スパイク電流とも呼ばれる。これらは素子の誤動作やダメージ、破壊をもたらすが、この帯電した寄生容量が放電するトラブルが顕在化するには通常数カ月から数年程度かかるため、EMC、ESD試験では発見されにくい。このように最初は誤動作で済んでいたものが、繰り返しダメージを受けることにより最終的に素子破壊にまで至ることがある。端子や接点に放電が発生している場合、変色や焦げた痕跡、腐食などが確認できる。帯電は湿度に大きく関係する。そのため、EMIのエミッションが一定の場合、湿度が高い場合はリーク電流増加によるトラブル（意図しない金属部分の発熱やそれによる変形、漏電遮断器の誤動作など）、湿度が低い場合は放電のトラブル（素子の破壊など）が増える。
EMIは電磁波として放射、輻射されるだけでなく、誘導してコモンモード電流としてフレームや中性線を流れて伝播したり、コモンモード電圧として対地電圧になることもある（ただしコモンモード電圧の発生要因は他にもある）。
EMCトラブルのエネルギーの起源は電磁波であるが、電磁波としてだけでなく帯電（残留電荷）、放電（ESD）、コモンモード電流、コモンモード電圧など、形態を瞬時に自在に変え高速に広がるために、概念を捉えにくく、原因の解明には時間がかかり、その対策も複雑になることが多い。
EMCトラブルは、発生してから対応するのではなく、設計段階、設置段階で取れる対策を確実に実施することが何よりも重要で最も費用対効果が高い。EMC対策とは、線路から飛び出した厄介なエネルギーが放電やリーク電流として勝手に大地へ戻ろうとする行為を、制御された経路で大地へ逃がす、もしくは熱として消費し無害化する技術と言える。

## EMC対策
機能接地
機能接地は、EMC対策では最も基本である。電磁エネルギーは、負荷線路から飛び出したエネルギーであるが、電界や磁界として回路や線路、あるいは寄生容量に留まる性質がある。その残留電荷を大地へ逃がす接地が機能接地であり、機器の性能や機能を維持するために必須のものである。フレームやシャーシなどの導電性構造部が十分に大きく残留電荷を気中へ自然放電できれば、接地ではなく機能ボンディングしてもよい。プリント基板やケーブル、装置の構成部品を機能接地（ボンディング）するのは、孤立導体を作らないためである。孤立導体が時間をかけて多くの電荷を持つと、絶縁を破壊して静電気放電することがある。
中性線接地の維持
単相機器では、行き線路である活線Lと戻り線路である中性線N（ニュートラル）は大きさが同じで逆向きの電流が流れる。スイッチング電源、トライアック制御など非線形負荷では高調波が発生し、その無効なエネルギーの一部はEMIとして放出され、残りは中性線を介して大地へ戻る。電源スイッチやスイッチング素子で中性線を開閉すると高調波エネルギーが重畳した線路をスイッチングすることになるため、放出するEMIは大きくなる。非線形制御される負荷では特に、中性線の接地状態を維持する必要がある（IEC、JISなどの技術基準では接地側である中性線のみの断路やスイッチングは基本的に許可していない）。
電子基板の設計
回路の外周はベタGNDで囲うとシールド効果を得ることができるが、わずかな違いでアンテナとしてEMIを放出する側になることもあり、設計技術が求められる。その他、素子のレイアウトを含め適正化によりEMC特性は大きく改善できる。
静電シールド内蔵フォトカプラ
トライアックなどパワー半導体の前段で使用されるフォトカプラは発光側と受光側が絶縁されているがゆえに寄生容量があり、誤動作することが知られている。スナバ回路を使用して改善させることが一般的だが、静電シールド内蔵のフォトカプラはよりノイズに強いとされている。
スナバ回路
スナバ回路はコイルやコンデンサにより電荷が残留する回路をスイッチングする際に、発生するスパイク電圧dV/dtを抵抗により熱として消費させる保護回路で、機械的スイッチや電子的スイッチで使用される。
PFC回路
PFC回路は力率改善回路であるが、平滑コンデンサを使用する電源回路で発生する高調波を抑制できる。
ツイストペア
ツイストペアケーブルはRS-485通信や一部のLANケーブルの信号線などに見られる平行した2線にひねりを加えて、電界と磁界が外部と結合しにくい、また発生したノイズが打ち消される電磁結合が強い線路である。4線で電磁結合するカッド線en:Star quad cableもある。ツイストペアはPWMなどでノイズが大量に重畳している電力・動力線でも有効である。
シールド線
シールド線は上記の信号線の外側に電磁シールドを施したものであり、一端を機能接地する必要がある（非接地では孤立導体となり帯電する）。シャーシが十分に大きければ接地ではなく、シャーシにボンディングしても有効。
ファラデーケージ
静電シールドなど、複数の呼び方があるが、線路ではなく、部品や基板、機器を電磁遮蔽し、機能接地するもの。金属シャーシや筐体が実際に機能接地されているものはファラデーケージとして機能している。
CRフィルター
LとNの間に配置し、Lで発生した高い周波数のノイズをNへコンデンサでバイパスさせ、抵抗でそのエネルギーを熱に変えて消費させる。
フェライトコア
線路外へ飛び出した高い周波数のノイズのエネルギーを熱に変えて消費させる。フェライトコアはチョークコイルでも使用される。
Ｙコンデンサ
LとNの両方へコンデンサを配置し、大地へそのエネルギーを逃がす。デスクトップパソコン電源のＹキャパシターの出力が筐体にボンディングされているものがある。そのため、筐体を接地しないとYコンデンサーにより2つに分圧された対地電圧50Vが筐体に発生するケースがある。エネルギーが小さいので危険はないが、接地することにより電荷を大地に効率よく逃がすことができ動作が安定する。
差動・バランス線路
信号の線路は供給線路と戻り線路がある。通常戻り線路はシグナルGNDへ接続される。シグナルGNDがゼロ電位であれば、信号線路はノイズの影響を受けにくい。ただし実際には電圧が存在する場合があり、信号のS/N比が悪くなる。戻り線路に供給線路と逆位相（位相差180°）の信号を使用すると、有効なシグナルGNDがなくとも、発生するノイズがキャンセルされ、信号のS/N比は良好な状態を維持できる。日本や米国で採用されている単相3線式の200V（米国は240V）は差動・バランス線路の一種であり、単相200V機器を接続した際、線路にノイズが発生しても逆位相のためキャンセルすることができる。
バリスタ
ＸコンデンサやＹコンデンサのように使用する。ESDなど瞬間的でより大きなノイズに対応できるとされている。
ラインフィルター
EMIフィルターとも呼ばれる。複数のEMC対策部品を組み合わせた製品であるが、LとＮの極性を合わせ、機能接地が確実でないと、本来の性能は発揮できない。
EMC対策部品メーカとしてはTDKや村田製作所が代表的である。
EMCを取り扱う技術書としては、科学情報出版が発行する日本国内唯一の月刊誌である月刊EMCや、EMC専門ポータルサイトCENDなどが代表的である。

## 日本のAC電源極性とEMI
極性に関連する技術基準は複数あるが、例えばPWM制御であるスイッチング電源ではIEC60950-1が適用される。
J60950 3.4.6 単相機器には「単相機器の場合には、遮断装置は両極を同時に遮断するようになっていなければならない。ただし、交流主電源の中性線が明確に識別できる場合には、片切遮断装置により活線導体の遮断を行うことができる」と規定されている。日本のAC100Vプラグは無極性プラグであるため、極性を識別できたとしても接続する者が意識しないと、コンセントの極性にプラグの極性を合わせることはできない。極性が合わないと（ニュートラルの接地が維持されないと）リーク電流、すなわちEMIが増大する。さらに三相電源に単相200V負荷を接続する場合、中性線はS相になるが、片切スイッチが使用される単相機器はR-SとT-Sにしか接続できない。しかも極性を合わせる必要があり、逆極性になったりR-T接続になるとやはりリーク電流、EMIが増大する。200Vの単相機器で単相3線式の電源ではトラブルが発生しないのに、三相電源につないでトラブルが発生する際は、このように極性が正しくないことが多い。特に非線形制御の大電力機器（オイルヒーターなど）では注意が必要である。米国では極性プラグが使用されるが、それでも延長コードの配線ミスにより逆極性になってEMCトラブルが発生している。パソコンやLED照明、TVなど一般家庭においても非線形負荷は急激に増えており、技術基準に準拠するためにも、早期のAC100Vプラグ3ピン化、あるいは接地側マーキングの明瞭化、もしくは米国のような極性プラグ化などが求められる。

## 漏電遮断器の誤動作
漏電遮断器は、絶縁破壊などにより導体（活線側）と導体（人体など）が接触することによる漏電を高速に検出できるよう商用電源周波数で設計されている。そのため周波数が高くなるにつれて感度は低下する。電磁結合・誘導によるリーク(EMI)は、周波数が高く漏電遮断器は反応しにくいが、それでも閾値を超えると誤動作することがある。そのためインバーター対応形漏電遮断器が使用されることもある。特定の環境でのみで誤動作が頻発する場合、大電力機器のリーク電流が回り込んで誤動作するケースが多い。特に電力線路が長い場合、寄生容量が大きいためリークも大きくなる。また、非線形単相負荷のLとNが逆につながれたり、非線形単相負荷が三相電源R-Tへつながれることによって大地への戻り線路が確立できないと、想定を超えるMIが線路外へリークするために、負荷が電源に正しい極性で接続されているかを確認する必要がある。一般にAC100Vの製品には無極性プラグが使用されるが、電気用品安全法の技術基準に適合した製品で、極性を有するもの（配線が色分けされているもの）はACプラグの接地側（ニュートラル側）に接地側を示すマークが必ずある。

## コモンモード電流とコモンモード電圧
例えば、高い周波数の電流（ノイズ）が重畳している電源線路が負荷とつながっている回路があるとする。その線路がツイストペアになっている場合、2線間の電磁結合は固く、線路近くに他の導体（シャーシ、フレームなど）があったとしても、それとは結合・誘導しにくい。このとき、この閉回路を流れる電流がノーマルモード電流であり、制御されたループを形成している。ツイストペアから平行線に変更し、2線間の距離を離すと、結合・誘導は2線間ではなく、その線路の近くにある他の導体との間で発生する。電磁結合した導体は対地電圧を持つ。この電圧をコモンモード電圧と呼ぶ。この導体（シャーシ、フレームなど）が接地されている場合、アース電流が流れるが、このアース電流はコモンモード電流である。接地インピーダンスが十分に低い場合、コモンモード電流は全量が大地へ戻ることができる。アース線のインピーダンスが高い場合、シャーシ・フレーム上で、よりインピーダンスの低い部分を見つけ出し、制御されていないリターンパスを経由して大地に戻ろうとする。この電流もまたコモンモード電流になる。電流が流れるということは、新たに電界・磁界が形成されることであり、元の平行線に対して結合・誘導すると、コモンモード電流のループが発生する。コモンモード電流による電界強度は大きくなるため、EMC対策では特に注意が必要である。

## 歴史
以前は、軍用を別として、機器やシステムのメーカーはEMCに関する問題にあまり関心がなかった。しかしながら、制御回路などデジタル回路に使用するDC電源電圧の低下、クロック速度の上昇、スイッチング電源を採用する機器の増加、PWM、インバーター、IGBT、トライアックなどで制御される大電力機器の増加により、機器の誤動作や作動しない、再起動するといった問題が発生するなど、電磁妨害の問題が表面化してきた。これによって EMC も注目され始める。
多くの国はこの深刻さを増す問題を意識するようになり、各国の担当組織（アメリカ合衆国のFCC。ヨーロッパのCEN、CENELEC、ETSI。イギリスのBSI。日本のVCCI）は機器や設備などの電磁妨害に関する基準を作成し始めた。さらにEMC規格を含めた世界的な標準規格を制定する取り組みを行っている国際組織もある。最も重要な国際機関は国際電気標準会議（IEC）である。IECはEMCに関するいくつかの委員会を組織している。「ネットワークを含む設備間の電磁両立性」を担当する「TC77」、および電波障害（CISPR）に関する国際特別委員会がそれに該当する。

## 関連する日本工業規格
- JIS A 8316 『土工機械－電磁両立性(EMC)』。
- JIS C 1806-1 『計測，制御及び試験室用の電気装置－電磁両立性要求事項－』第1節：「一般要求事項」。
- JIS C 1806-2-1 『計測，制御及び試験室用の電気装置－電磁両立性要求事項－』第2部1節：「個別要求事項－EMC防護が施されていない感受性の高い試験及び測定装置の試験配置，動作条件及び性能評価基準」。
- JIS C 1806-2-2 『計測，制御及び試験室用の電気装置－電磁両立性要求事項－』第2部2節：「個別要求事項－低電圧配電システムで使用する可搬形試験，測定及びモニタ装置の試験配置，動作条件及び性能評価基準」。
- JIS C 1806-2-3 『計測，制御及び試験室用の電気装置－電磁両立性要求事項－』第2部3節：「個別要求事項－一体形又は分離形信号変換機能をもつトランスデューサの試験配置，動作条件及び性能評価基準」。
- JIS C 1806-2-6 『計測，制御及び試験室用の電気装置－電磁両立性要求事項－』第2部6節：「個別要求事項－体外診断用医療機器」。
- JIS C 4411-2 『無停電電源装置(UPS)』－第2節：「電磁両立性(EMC)要求事項」。
- JIS C 4421 『可変速駆動システム(PDS)－電磁両立性(EMC)要求事項及び試験方法』。
- JIS C 4431 『パワーエレクトロニクス装置－電磁両立性(EMC)要求事項及び試験方法』。
- JIS C 8825 『小形燃料電池システムの電磁両立性(EMC)』。
- JIS C 61000 (IEC 61000と番号を統一)
  - JIS C 61000-3-2 『電磁両立性』第3部：「限度値－2節：高調波電流発生限度値（1相当たりの入力電流が20A以下の機器）」。
  - JIS C 61000-4-11 『電磁両立性』第4部：「試験及び測定技術－第11節：電圧ディップ，短時間停電及び電圧変動に対するイミュニティ試験」。
  - JIS C 61000-4-14 『電磁両立性』第4部：「試験及び測定技術－第14節：電圧変動イミュニティ試験」。
  - JIS C 61000-4-16 『電磁両立性』第4部：「試験及び測定技術―第16節：直流から150kHzまでの伝導コモンモード妨害に対するイミュニティ試験」。
  - JIS C 61000-4-17 『電磁両立性』第4部：「試験及び測定技術－第17節：直流入力電源端子におけるリプルに対するイミュニティ試験」。
  - JIS C 61000-4-2 『電磁両立性』第4部：「試験及び測定技術－第2節：静電気放電イミュニティ試験」。
  - JIS C 61000-4-3 『電磁両立性』第4部：「試験及び測定技術－第3節：放射無線周波電磁界イミュニティ試験」。
  - JIS C 61000-4-4 『電磁両立性』第4部：「試験及び測定技術－第4節：電気的ファストトランジェント／バーストイミュニティ試験」。
  - JIS C 61000-4-5 『電磁両立性』第4部：「試験及び測定技術－第5節：サージイミュニティ試験」。
  - JIS C 61000-4-6 『電磁両立性』第4部：「試験及び測定技術－第6節：無線周波電磁界によって誘導する伝導妨害に対するイミュニティ」。
  - JIS C 61000-4-7 『電磁両立性』第4部：「試験及び測定技術－第7節：電力供給システム及びこれに接続する機器のための高調波及び次数間高調波の測定方法及び計装に関する指針」。
  - JIS C 61000-4-8 『電磁両立性』第4部：「試験及び測定技術－第8節：電源周波数磁界イミュニティ試験」。
  - JIS C 61000-4-20 『電磁両立性』第4部：「試験及び測定技術―第20節TEM（横方向電磁界）導波管のエミッション及びイミュニティ試験」。
  - JIS C 61000-4-34 『電磁両立性』第4部：「試験及び測定技術－第34節：1相当たりの入力電流が16Aを超える電気機器の電圧ディップ，短時間停電及び電圧変動に対するイミュニティ試験」。
  - JIS C 61000-6-1 『電磁両立性』第6部「共通規格－第1節：住宅，商業及び軽工業環境におけるイミュニティ」。
  - JIS C 61000-6-2 『電磁両立性』第6部「共通規格－第2節：工業環境におけるイミュニティ」。
- JIS F 8081 『船用電気設備及び電子機器』、「電磁両立性」。
- JIS T 0601-1-2 『医用電気機器』第1部「安全に関する一般的要求事項－2節：電磁両立性－要求事項及び試験」。
- JIS T 9206 『電動車いすの電磁両立性要件及び試験方法』。